# 정읍중학교
정읍중학교(井邑中學校)는 대한민국 전북특별자치도 정읍시 시기동에 있는 공립 중학교이다.

## 학교 연혁
- 1951년 8월 27일 : 학제변경으로 인한 설립인가
- 1951년 8월 27일 : 정읍농림중학교(6년제) 1~3학년을 본교로 편입 12학급 편성
- 1951년 9월 6일 : 정읍중학교 개교
- 1965년 3월 1일 : 정읍농업고등학교와 분리
- 1967년 2월 1일 : 정읍종합고등학교 병설 정읍중학교로 명칭 변경
- 1978년 9월 1일 : 정읍고등학교와 정읍중학교로 분리
- 1979년 12월 1일 : 정읍고등학교 현 교사에서 신축교사로 이전
- 1982년 8월 20일 : 학급 증설 인가 24학급
- 2022년 3월 1일 : 남녀공학 전환
- 2023년 3월 1일 : 제28대 송우석 교장 부임
- 2024년 2월 7일 : 제73회 131명 졸업(졸업생 총수 19,883명)

## 참고 자료
- 정읍중학교 - 한국교육학술정보원 학교알리미